# Парламентские выборы в Швейцарии (1851)
Парламентские выборы в Швейцарии проходили 26 октября 1851 года. Радикально-левая партия вновь стала крупнейшей парламентской партией, получив 78 из 120 мест Национального совета. Одновременно проводились выборы в Совет кантонов Швейцарии.

## Избирательная система

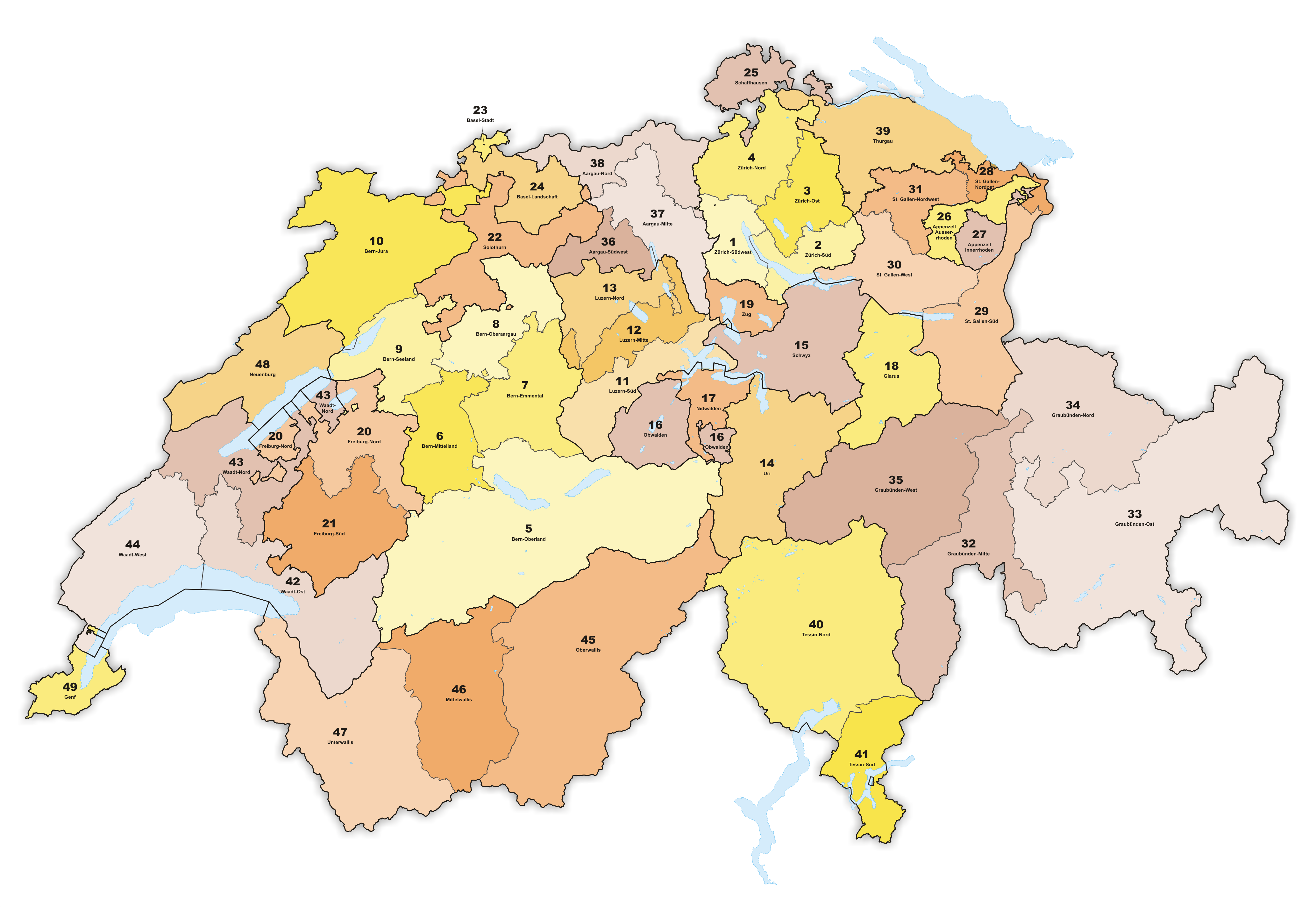
Карта Швейцарии, разделённая на 49 избирательных округов.

Выборы проходили по федеральному закону, принятому 21 декабря 1850 года. 120 депутатов Национального совета избирались в 49 одно-и многомандатных округах. Распределение мандатов было пропорционально населению: одно место парламента на 20 тыс. граждан. По сравнению с предыдущими выборами 1848 года было уменьшено количество избирательных округов с 52 до 49, а количество мест Совета увеличено со 111 до 120. Кантоны Аргау, Гларус, Люцерн, Невшатель, Во и Цюрих получили на одно место больше, а кантон Берн увеличил представительство на 3 места. Федеральный закон 1850 года устанавливал дату проведения выборов на последнее воскресение октября и вводил для Национального совета трёхлетний срок. 
Голосование проводилось по системе в три тура. В первом и втором туре для избрания кандидат должен был набрать абсолютное большинство голосов, в третьем туре достаточно было простого большинства. Каждый последующий тур проводился после исключения кандидата, набравшего наименьшее число голосов. В шести кантонах (Аппенцелль-Иннерроден, Аппенцелль-Аусерроден, Гларус, Нидвальден, Обвальден и Ури) члены Национального совета избирались кантональными советами.

## Результаты
| Партия                               | Голосов | %    | Мест | +/–   |
| ------------------------------------ | ------- | ---- | ---- | ----- |
| Радикально-левые                     |         | 53,1 | 78   | –1    |
| Католические правые                  |         | 15,5 | 16   | +6    |
| Либеральные центристы                |         | 13,6 | 16   | +5    |
| Правые евангелисты                   |         | 13,5 | 7    | +2    |
| Левые демократы                      |         | 4,1  | 3    | –3    |
| Независимые                          |         | 0,2  | 0    | новая |
| Всего                                | 276 997 | 100  | 120  | +9    |
| Зарегистрированных избирателей/ Явка | 517 020 | 53,6 | –    | –     |
| Источник: BFS                        |         |      |      |       |